# Mondovi (Wisconsin)
Mondovi ist eine Kleinstadt (mit dem Status „City“) im Buffalo County im US-amerikanischen Bundesstaat Wisconsin. Im Jahr 2010 hatte Mondovi 2777 Einwohner.

## Geografie
Mondovi liegt am Buffalo River, der rund 36 km südwestlich in den Mississippi mündet. Dieser bildet die Grenze zwischen Wisconsin und Minnesota. Die geografischen Koordinaten von Mondovi sind 44°34'8" nördlicher Breite und 91°40'11" westlicher Länge. Das Stadtgebiet erstreckt sich über eine Fläche von 9,7 km², die fast ausschließlich aus Landfläche bestehen. 
Durch Mondovi führt der in Ost-West-Richtung verlaufende U.S. Highway 10, der im Stadtzentrum den Wisconsin Highway 37 kreuzt.
Die nächstgelegenen größeren Städte sind Eau Claire (39,3 km nordöstlich), La Crosse (126 km südlich), Rochester in Minnesota (121 km südwestlich) und die Twin Cities (Minneapolis und Saint Paul) in Minnesota (136 km in westnordwestlicher Richtung).

## Geschichte
Im Jahre 1855 kamen die ersten weißen Siedler in die Gegend. 1857 wurden ein kleiner Gemischtwarenhandel, ein Hotel und ein Saloon eröffnet. Auch eine Mühle wurde im gleichen Jahr errichtet. Eine Schmiede kam hinzu und um 1858 wurde eine Poststation eröffnet. Die erste Ehe in Mondovi wurde im Jahr 1858 geschlossen.
Im Jahr 1859 gab es in Mondovi mehrere Läden, zwei Hotels, drei Kirchen, ein Schulgebäude, zwei Mühlen und eine Zeitung. Bei einer Zählung im Jahr 1885 wurden 340 Einwohner gezählt, welche fast ursprünglich aus Neuengland und anderen Ostküstenstaaten stammten.

## Bevölkerung
Nach der Volkszählung im Jahr 2010 lebten in Mondovi 2777 Menschen in 1194 Haushalten. Die Bevölkerungsdichte betrug 286,3 Einwohner pro Quadratkilometer. In den 1194 Haushalten lebten statistisch je 2,26 Personen. 
Ethnisch betrachtet setzte sich die Bevölkerung zusammen aus 96,7 Prozent Weißen, 0,6 Prozent Afroamerikanern, 0,6 Prozent amerikanischen Ureinwohnern, 0,5 Prozent Asiaten sowie 0,2 Prozent aus anderen ethnischen Gruppen; 1,4 Prozent stammten von zwei oder mehr Ethnien ab. Unabhängig von der ethnischen Zugehörigkeit waren 1,4 Prozent der Bevölkerung spanischer oder lateinamerikanischer Abstammung. 
24,2 Prozent der Bevölkerung waren unter 18 Jahre alt, 55,8 Prozent waren zwischen 18 und 64 und 20,0 Prozent waren 65 Jahre oder älter. 53,7 Prozent der Bevölkerung war weiblich.
Das mittlere jährliche Einkommen eines Haushalts lag bei 43.116 USD. Das Pro-Kopf-Einkommen betrug 20.737 USD. 13,5 Prozent der Einwohner lebten unterhalb der Armutsgrenze.
In Modovi wurde 1947 die amerikanische Selfmade Milliardärin Diane Marie Hendricks geboren.